# Rubha nam Brathairean
Rubha nam Brathairean är en udde i Storbritannien.   Den ligger i kommunen Highland och riksdelen Skottland, i den nordvästra delen av landet, 800 km nordväst om huvudstaden London.
Terrängen inåt land är platt österut, men åt sydväst är den kuperad. Havet är nära Rubha nam Brathairean österut.  Närmaste större samhälle är Portree, 19,3 km söder om Rubha nam Brathairean. 